# Antoni Aleksander Korwin Gosiewski
Antoni Aleksander Korwin Gosiewski herbu Ślepowron – wojski smoleński od 1750 roku, podwojewodzi smoleński w latach 1731-1737.
Jako poseł na sejm konwokacyjny 1733 roku z województwa smoleńskiego był członkiem konfederacji generalnej zawiązanej 27 kwietnia 1733 roku na tym sejmie.